# 多伦多华埠
多伦多华埠（英語：Toronto Chinatown）泛指加拿大安大略省多伦多市及其周邊城鎮（大多倫多地區）華人居民和商戶林立的地區。華人從1870年代起遷移到多倫多，到了1900年市内約有200名華人和95家華人商戶，並出現多倫多首個华埠。位於多倫多市中心登打士西街夾士巴丹拿道的中區華埠在1960至70年代成型，而隨著中區華埠的房價上揚，部分華人於1970年代遷至多倫多市東部河谷區，從而形成東區華埠。1980和90年代的香港移民潮為大多倫多地區帶來更多華人，東面的士嘉堡和北面的萬錦和列治文山亦成為華人的熱門聚居地點，並構成現時大多倫多地區擁有多個華人聚居地和商業區的局面，而部分機構（如多倫多旅遊局）亦將這些市中心以外的新興華人社區稱為華埠或唐人街。
現時大多倫多地區约有40多万华人，是北美有最多華人居住的都會區之一。

## 中區華埠

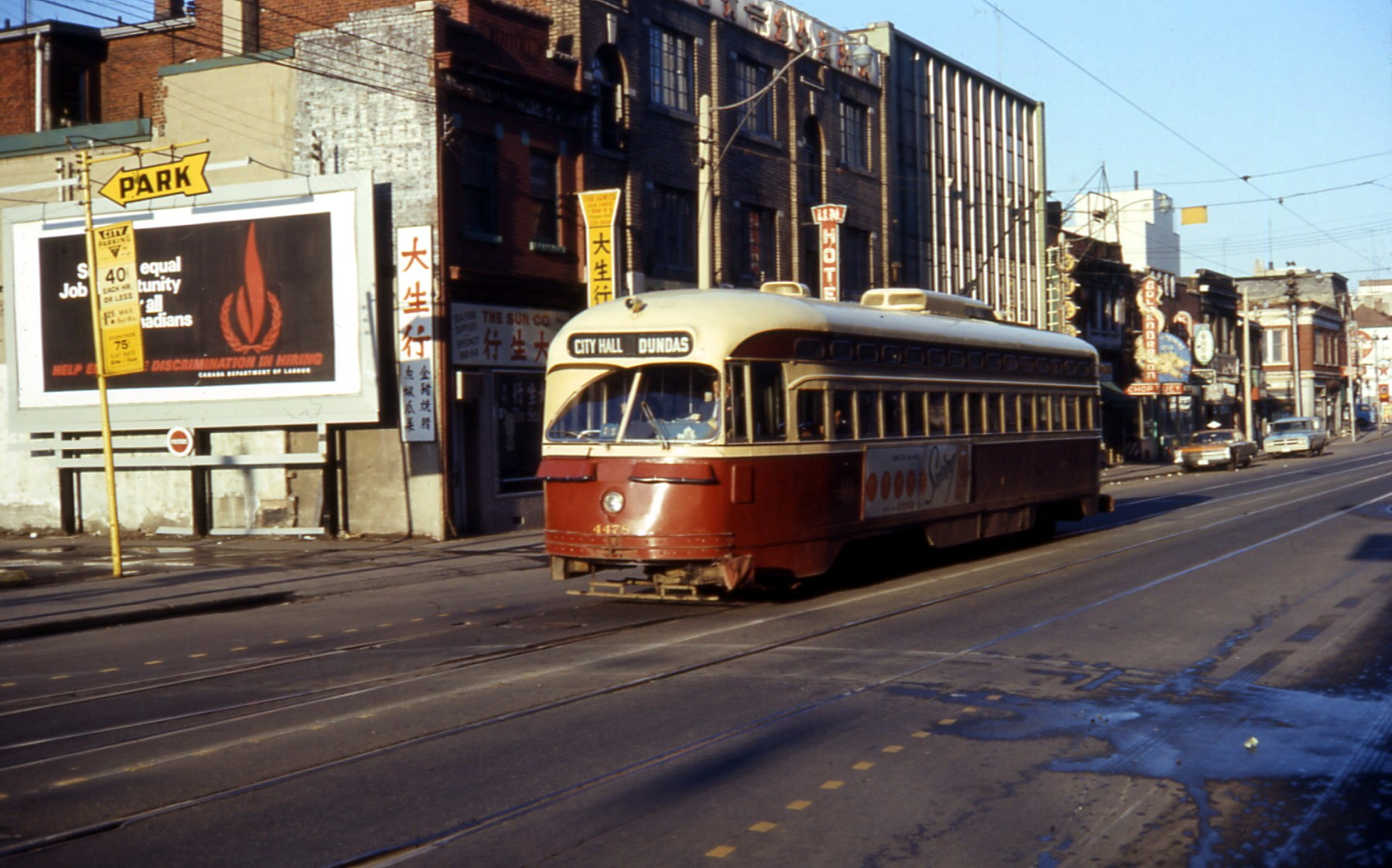
一輛路面電車駛經登打士西街與卑街的交界處；圖中可見舊中區華埠的中文招牌（攝於1968年）

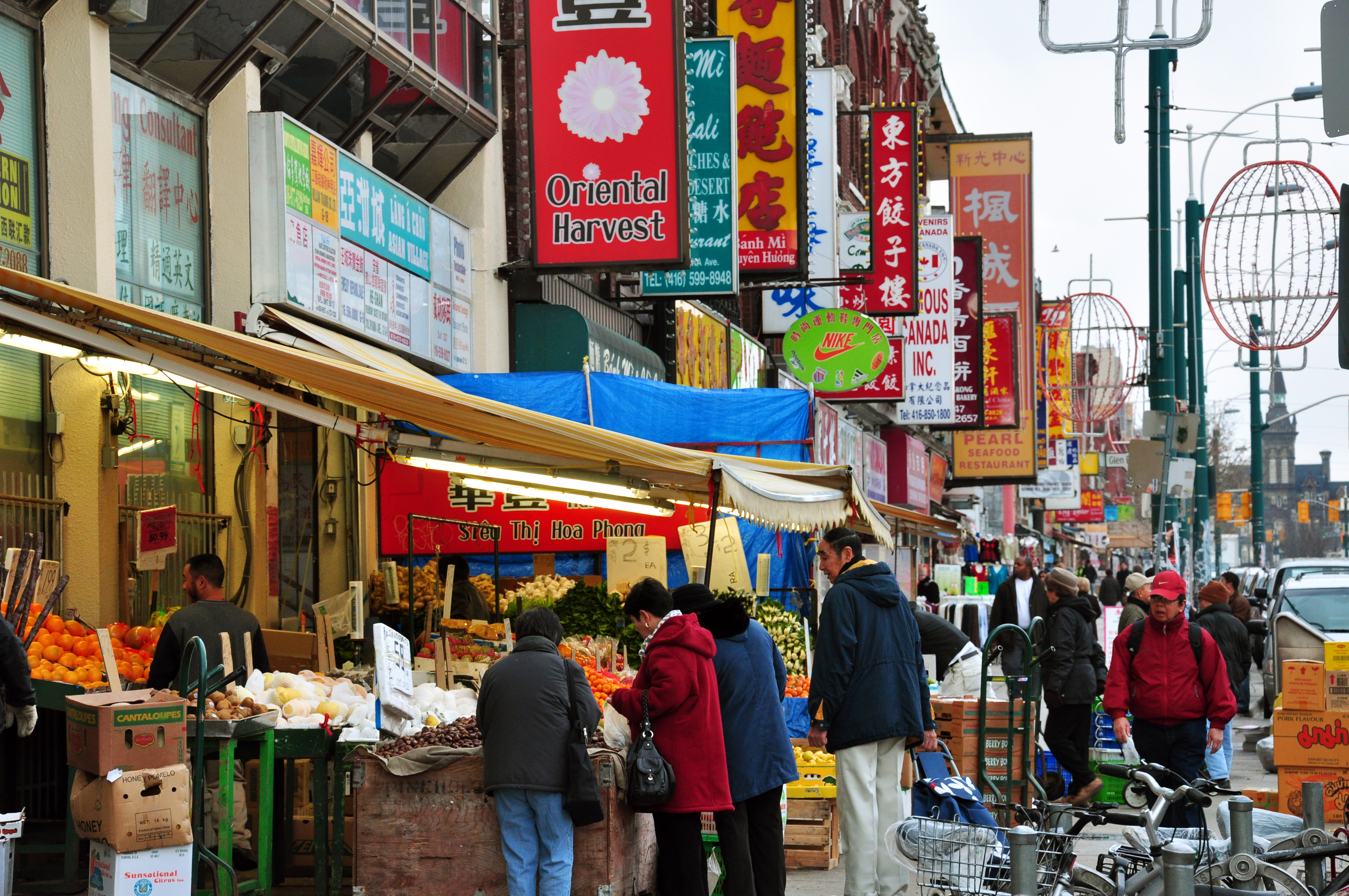
士巴丹拿道一景

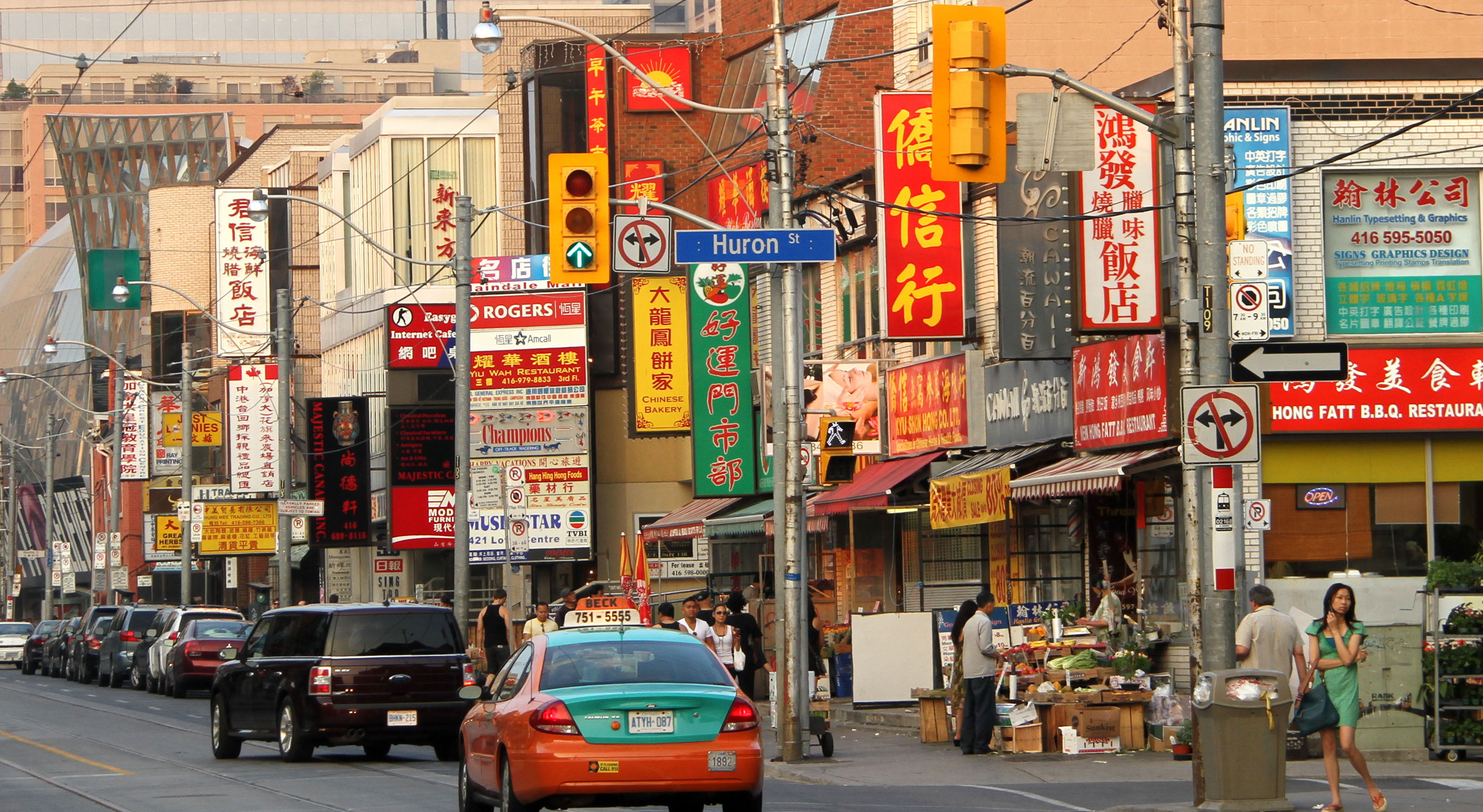
登打士西街夾曉倫街一景

### 舊中區華埠
多倫多的第二代聯合車站位於約克街（York Street）和前街（Front Street）的交界處。當年華人乘火車抵達多倫多後，很多選擇在火車站附近定居和營商，多倫多首個華埠（即舊中區華埠）亦於19世紀末在車站以北的約克街夾皇后西街一帶形成。晚清時期保皇和反清兩派在多倫多各有支持者，雙方亦盤踞市内不同地點。保皇會的多倫多支部設於皇后東街夾佐治街（George Street），而致公堂的多倫多支部則設於皇后西街和列治文西街（Richmond Street West）之間的約克街，雙方的支持者亦各自歸邊。
滿清政權倒臺後，保皇會亦告解散，而保皇會會址附近的華人商戶亦相繼遷離，令約克街一帶成為市内的主要華人聚落。另一方面，猶太人社區陸續遷離約克街一帶，取而代之的是更多華人進駐該區，舊中區華埠亦於1920年代逐步沿伊利沙伯街（Elizabeth Street）和栗子街（Chestnut Street）向北擴展至登打士西街。到了1941年，多倫多舊中區華埠約有2300名華裔居民，為全加拿大繼溫哥華和维多利亚後的第三大華埠。
1950年代，市政府落實在皇后西街夾卑街之處興建新市政廳和彌敦菲臘廣場，並在舊中區華埠大舉徵地。介乎皇后西街和登打士西街之間的一段伊利沙伯街上有多達三分之二的物業被拆卸；登打士西街沿線物業雖然避過清拆命運，但隨著物業東主陸續將業權轉售予發展商，舊中區華埠的大部分居民和商戶亦相繼遷離。
隨著舊中區華埠的地價飆升，多倫多市規劃部門於1967年建議清拆舊中區華埠所餘的部分，以便發展商在新市政廳以北興建寫字樓。市議員布朗（Horace Brown）更於1969年表示保留舊中區華埠只會令該處變成一個隔都。另一方面，大多倫多市（即當時多倫多市以上的行政架構）則於1970年建議擴濶登打士西街並移除沿線的華人商戶。在種種挑戰下，華人社區代表如林黃彩珍（Jean Lumb）等人於1969年成立拯救華埠委員會（Save Chinatown Committee），爭取在原址保留舊中區華埠，最終獲市政府讓步。
雖然舊中區華埠獲保留，但其風光不再：該區於1970年還有75家商戶，到1984年只剩下不足十家餐廳和四座社團建築。踏入21世紀，該處的華裔商戶所剩無幾，舊中區華埠基本上已不復存在。

### 現中區華埠
登打士西街與士巴丹拿道的交界處一帶本為多倫多市猶太居民的聚居地，華裔家庭只佔該區人口20%。然而，猶太居民從1950年代末起陸續遷離該區，與此同時舊中區華埠卻步入衰退，不少華裔居民和商戶遂遷至登打士西街夾士巴丹拿道，令該處發展成多倫多市中心的新中區華埠。
中區華埠商業促進區於2007年成立，其範圍覆蓋書院街至蘇利雲街之間的士巴丹拿道，以及澳吉士打街至比華利街之間的登打士西街。商業促進區於2012年的會員數目為403家商戶，當中包括华人超級市場、中藥舖、書局、雜貨舖、茶館、燒味餐廳等。

## 東區華埠

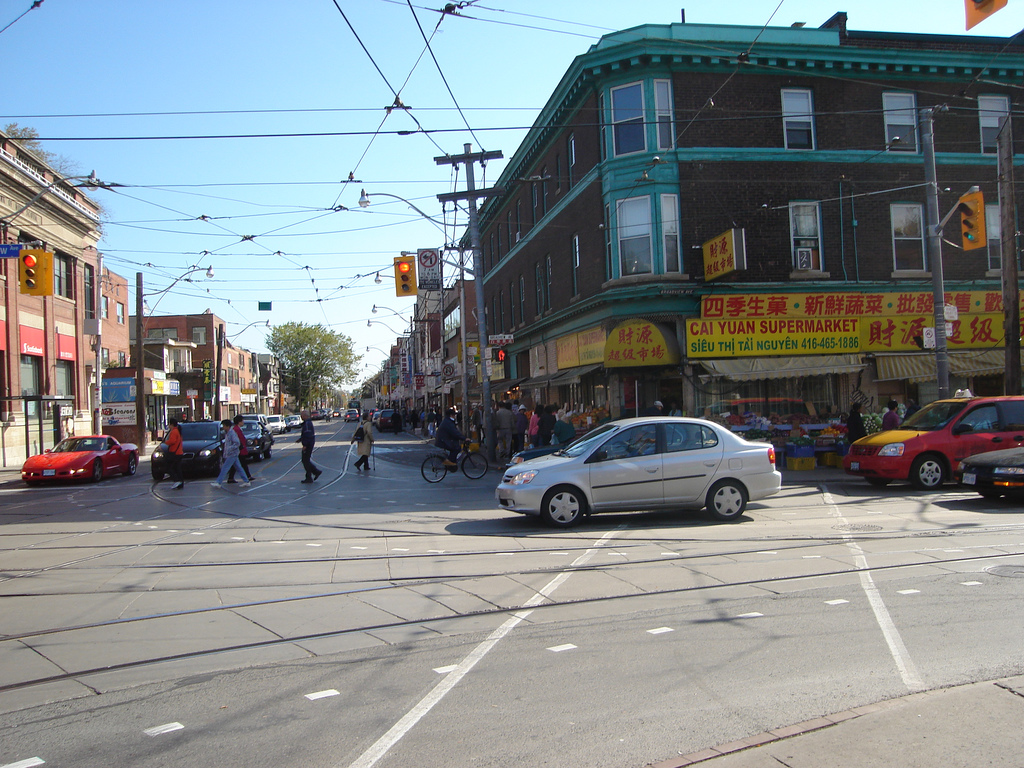
百樂匯街夾芝蘭東街的東區華埠一景

隨著登打士西街夾士巴丹拿道的新中區華埠於1970年代漸趨興旺，當地租金隨之上揚，華人亦到市内其他地區尋求更廉價的住宿。當中離中區華埠以東約3公里的河谷區房價遠較中區華埠低廉，公園和圖書館等配套設施完善，又有巴士和路面電車線路通往市中心和中區華埠，因此吸引大批華裔居民遷移至此，而東區華埠亦逐漸在百樂匯街夾芝蘭東街的街角形成。到了1970年代後期，華裔商戶沿百樂匯道向南伸延至登打士東街，並沿芝蘭東街向東伸延至浩倫道（Howland Road）。據1981年人口普查，河谷區内約6萬名居民中有近8千人以漢語為母語。
踏入20世紀末期，隨著東面士嘉堡和北面萬錦和列治文山逐漸成為華人熱門聚居地點，華人商戶亦陸續進駐那些區域（見下文），令東區華埠面臨更多競爭。而中區華埠則鄰近博物館、藝術館和購物區等旅遊點，但東區華埠周圍則是住宅區，令東區華埠難以跟中區華埠般吸引外地遊客。另一方面，多倫多於同期申辦2008年夏季奧運會，並計劃在東區華埠附近興建選手村，刺激該帶地價上升。然而，多倫多申奧失敗後，該帶地價隨之回落，待附近港口區的工業用地轉型為電影片場後才止跌回升。地價回升後，東區華埠部分居民乘機放盤並遷離該區，令東區華埠的客源萎縮。在種種因素影響下，該帶的店鋪空置率上升，東區華埠亦面臨衰退。
東區華商會從1998年起倡議在東區華埠興建一座中式牌樓，並於往後10年間進行籌款和規劃工序，期間工程費用從20萬加元上升至100萬元，項目後來獲多倫多市政府撥款42萬元。由於百樂匯街和芝蘭東街皆為電車線所途經之街道，市政府附例不允許牌樓跨街興建，牌樓因此座落該兩街道交界處附近一個戶外停車場的一角。中華門牌樓於2008年動工，2009年落成。

## 其他地區

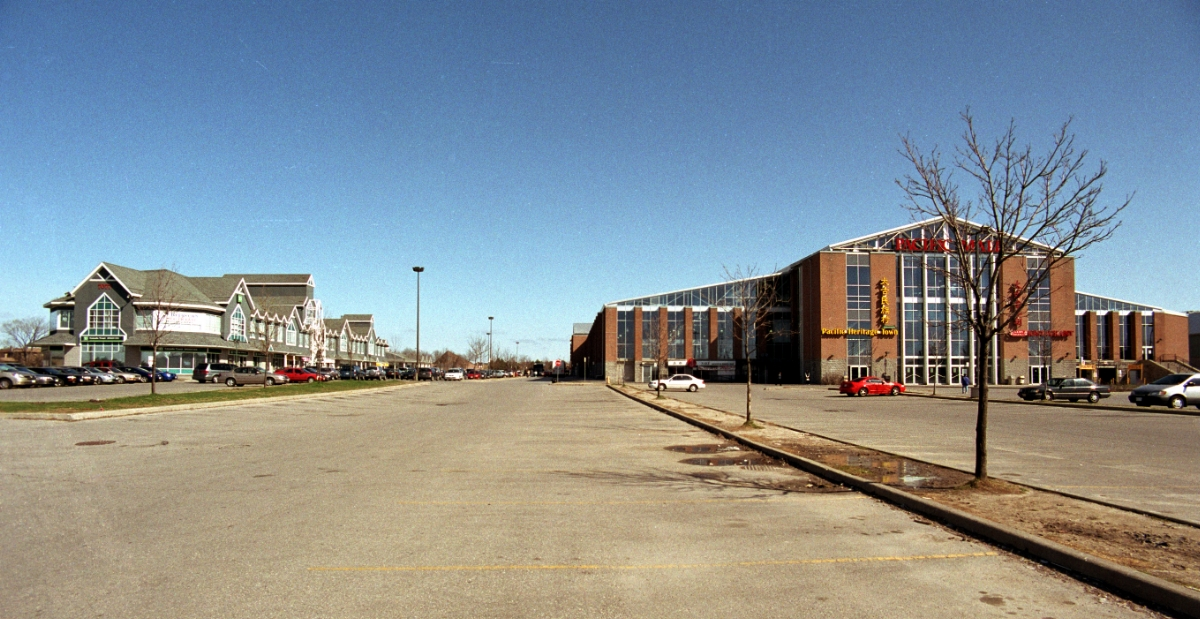
太古广场

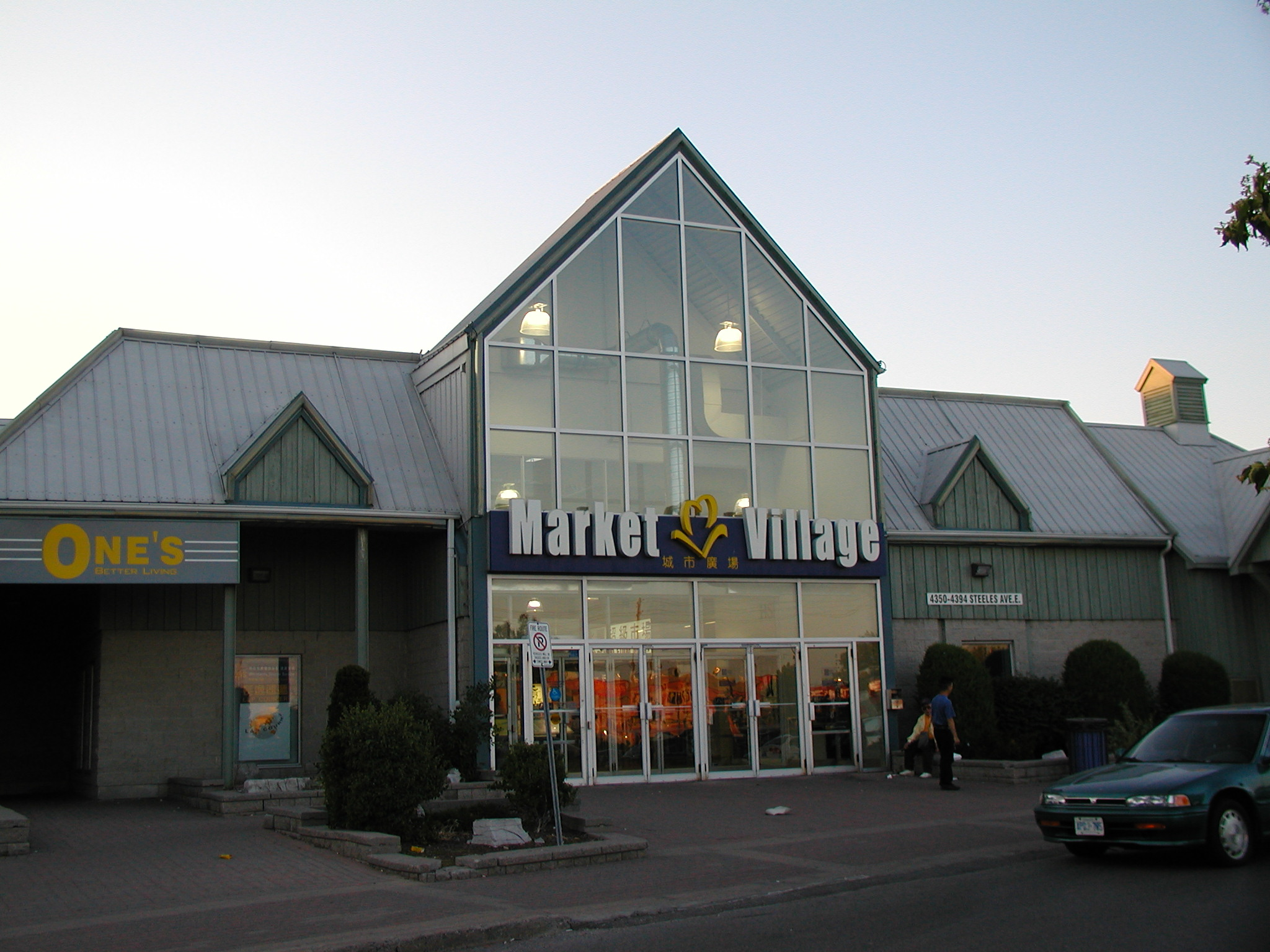
城市广场

大多倫多地區的華裔人口陸續上升，升幅更隨著香港移民潮於1980年代展開而擴大，令獨立屋供應充裕的士嘉堡成為華裔家庭置業的熱門選擇，當中愛靜閣社區更成為士嘉堡的華人重鎮。1977年，一名華裔發展商在雪柏東路（Sheppard Avenue East）購地興建國泰廣場（Torchin Plaza），往後年間亦有大批華裔商戶陸續進駐原本由白人商戶主導的己連和福廣場（Glen Watford Plaza）和愛靜閣廣場（Agincourt Plaza），該三個商場逐漸被合稱為士嘉堡唐人街，而己連和福廣場以南的一個滾軸溜冰場則於1984年改建成庆龙中心。
此後，士嘉堡的華人商業區亦沿雪柏東路往東伸延至冰梨道（Brimley Avenue；該交界處即現东方广场所在），並往北沿堅尼地道（Kennedy Road）、美蘭路（Midland Avenue）和冰梨路伸延至芬治東路（Finch Avenue East）。到1980年代中後期，美兰中心、集友商场和士嘉堡邨等商場亦在芬治東路夾美蘭路一帶落戶，而現時士嘉堡華人區亦包括云龙商场和丽晶商场等商場。
隨著更多華人在士嘉堡北部定居，跨越士嘉堡和約克區万锦市界線（士刁士路）的美麗徑社區亦成為另一華人重鎮。座落士刁士路與堅尼地道交界以東的城市廣場原以白人為主要客源，到1990年代則陸續轉型為華人商場。城市廣場側邊的太古廣場則於1997年開業，為北美最大的华人室内商场。此後，大都會商場、世纪广场、華登中心和錦繡中華等商場亦相繼落成，令士刁士路成為新一批華人商場的據點。
此外，華裔居民和商戶再從士刁士路往北沿堅尼地道伸延至萬錦和列治文山的另一條東西向要道7號公路。沿7號公路落戶的華人商場包括在堅尼地道交界的旺角广场、介乎華登路和活拜路（Woodbine Avenue）之間的万锦广场、在里斯利街交界的時代廣場、以及在灣景路交界的黃金商場，令7號公路發展成另一條華人商戶集中的走廊。
另一方面，一批香港投資者於1986年在密西沙加市的登打士街購地興建中國城廣場。

### 引用文獻
- (PDF). 黎全恩、梁恆達. 西門菲沙大學林思齊國際交流中心. 2012  [2012-11-04]. （原始内容存档 (PDF)于2016-03-04）.
- Chuen-yan David Lai. . UBC Press. 1988. ISBN 0774803096.

## 外部連結
- （英文） Chinatown BIA（页面存档备份，存于）－多倫多市政府網站 中區華埠商業促進區頁面
- （英文） Local Chinese History at the City of Toronto Archives（页面存档备份，存于）－多倫多市政府檔案庫 本地華人歷史頁面

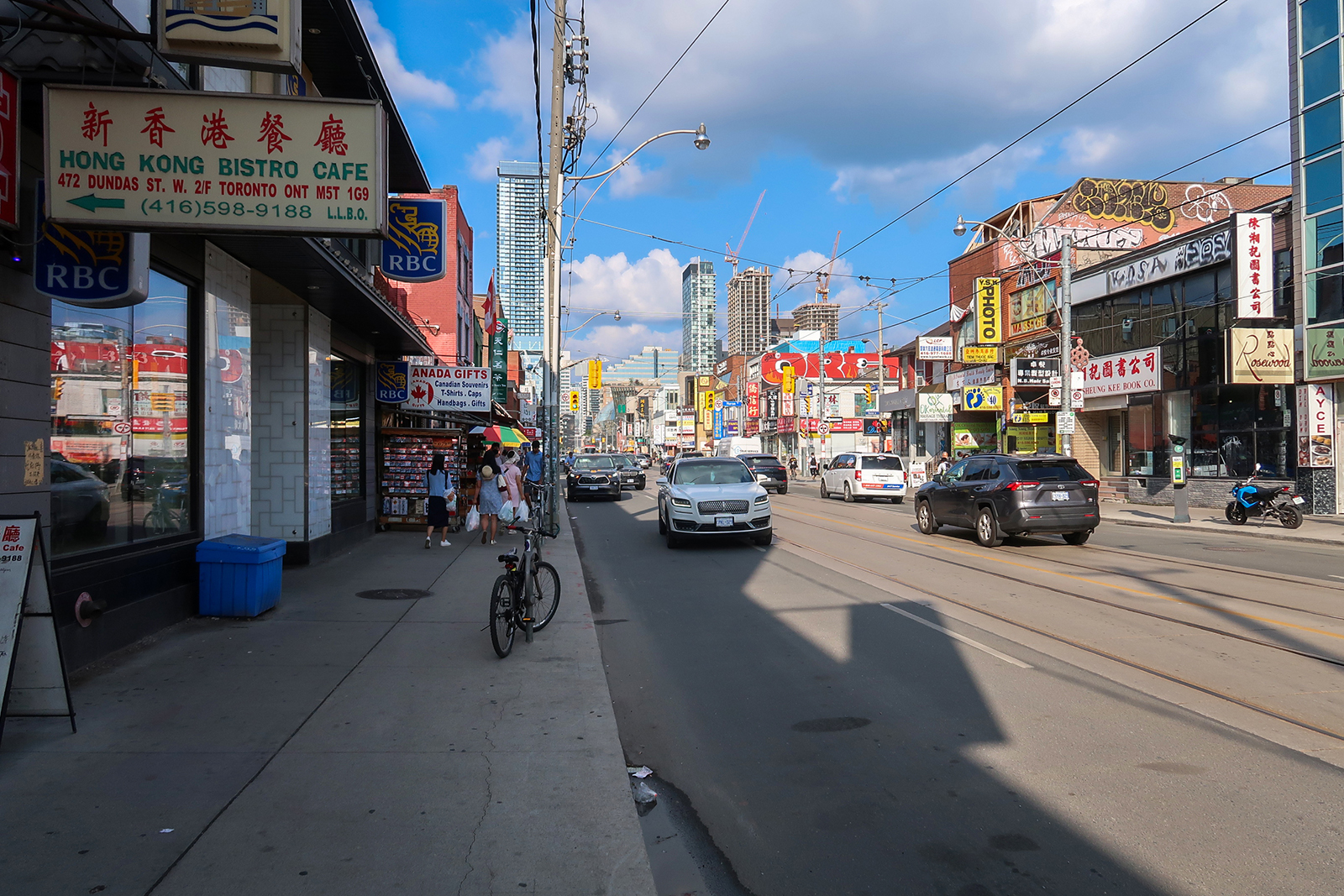
2023年的多倫多市中心华埠

- （英文）（繁體中文）Toronto Chinatown Business Improvement Area－多倫多中區華埠商業促進區官方網站
- （英文） Chinese Chamber of Commerce (East Toronto) Inc.－多倫多東區華商會官方網站
- （英文） Scarborough York Region Chinese Business Association（页面存档备份，存于）－士嘉堡約克區華商會官方網站
- （英文） Chinatown Histories（页面存档备份，存于）－西門菲沙大學林思齊國際交流中心 加拿大唐人街系列